# شیر شمالی
شیر شمالی (نام علمی: Panthera leo leo)، یک زیرگونه شیر است که در غرب آفریقا، شمال آفریقای مرکزی و هند وجود دارد. در غرب و مرکز آفریقا محدود به جمعیت‌های گسسته و دور از هم با خط سیر رو به کاهش است. از آن به عنوان شیر شمالی یاد شده‌است.
نتایج یک مطالعه تبارزایی نشان می‌دهد که جمعیت شیر در کشورهای منطقه غرب و مرکز آفریقا از نظر ژنتیکی به جمعیت هند نزدیک است و یک تبارشاخه اصلی متمایز از جمعیت شیر در جنوب و شرق آفریقا را تشکیل می‌دهد. در سال ۲۰۱۷، گروه ویژه طبقه‌بندی گربه‌ها از گروه تخصصی گربه‌های IUCN، جمعیت‌های شیر را بر اساس کلاسه‌های اصلی در دو زیرگونه به نام‌های P.l. leo و P. l. melanochaita rv جای داد. درون P. l. leo سه زیرشاخه آشکار قابل شناسایی هستند. یکی از آسیا، که شامل شیرهای بربری منقرض‌ شده شمال آفریقا، دیگری از غرب آفریقا و سومی از آفریقای مرکزی، در شمال کمربند جنگل‌های بارانی است.

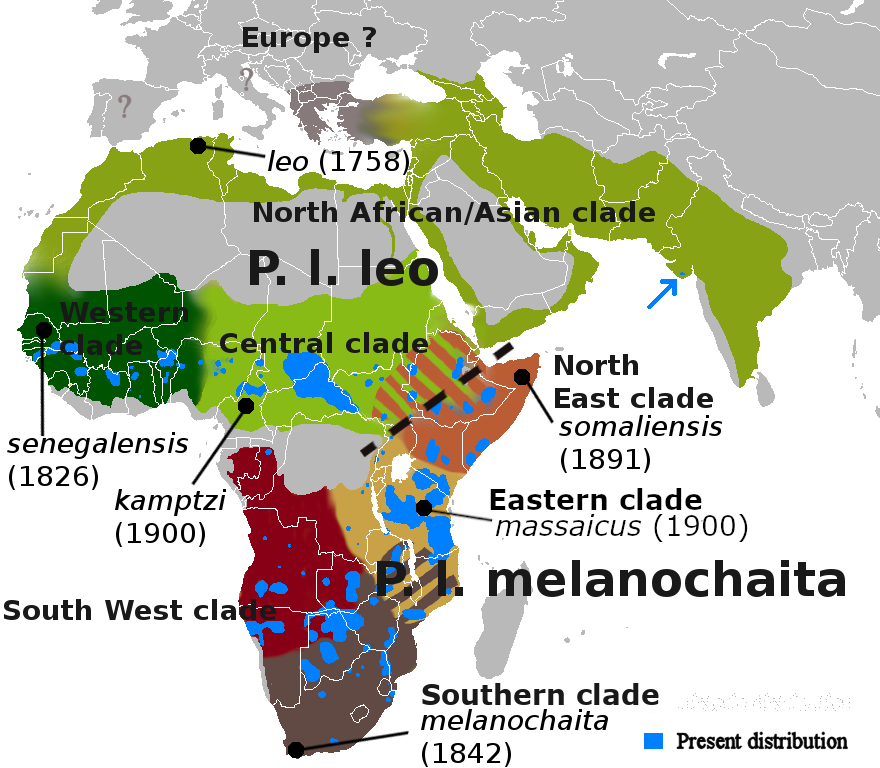
نقشه پراکنش شامل کلادهای پیشنهادی و دو زیرگونه (P. l. leo و P. l. melanochaita) بر اساس تحقیقات ژنتیکی

## پراکندگی و زیستگاه
امروزه، P. l. leo در غرب و مرکز آفریقا و هند یافت می‌شود. از نظر منطقه‌ای در گامبیا، موریتانی، سیرالئون، صحرای غربی، مراکش، الجزایر، تونس، لیبی، مصر، عربستان سعودی، کویت، اردن، لبنان، سوریه، ترکیه، فلسطین، اسرائیل، عراق، ایران و پاکستان منقرض شده‌است. در سال ۲۰۰۵، یک راهبرد حفاظت از شیر برای غرب و مرکز آفریقا تدوین شد. پراکندگی شیر و کیفیت زیستگاه کنونی در دشت‌های آفریقای غربی و مرکزی در سال ۲۰۰۵ مورد ارزیابی قرار گرفت و واحدهای حفاظتی شیر (LCU) نقشه‌برداری شدند. گمان‌های آموزش‌دیده برای اندازه جمعیت در این LCUها بین ۳۲۷۴ تا ۳۹۰۹ فرد بین سال‌های ۲۰۰۲ و ۲۰۱۲ بود.

### شاخه غرب آفریقا
| کشورهای محدوده                 | واحدهای حفاظت از شیر     | مساحت در کیلومتر 2 |
| ------------------------------ | ------------------------ | ------------------ |
| سنگال، مالی، گینه بیسائو، گینه | پارک ملی Niokolo-Koba    | 90,384             |
| گینه                           | پارک ملی نیجر علیا       | 613                |
| بنین، بورکینافاسو، نیجر        | مجتمع دبلیو آرلی-پندجاری | 29,403             |
| بنین                           | سه منطقه حفاظت نشده      | 6,833              |
| نیجریه                         | پارک ملی کاینجی          | 5,340              |

### شاخه آفریقای مرکزی
| کشورهای محدوده        | واحدهای حفاظت از شیر                       | مساحت در کیلومتر 2 |
| --------------------- | ------------------------------------------ | ------------------ |
| نیجریه                | پارک ملی یانکاری                           | 2250               |
| کامرون                | پارک‌های ملی وازا و بنوئه                   | 16134              |
| جمهوری آفریقای مرکزی  | شرق کشور؛ ذخایر جانوران بوزوم و نانا باریا | ۳۳۹٬۴۸۱            |
| چاد                   | قسمت جنوب شرقی                             | 133,408            |
| جمهوری دموکراتیک کنگو | گارامبا - بیلی اوره                        | ۱۱۵٬۶۷۱            |
| سودان، سودان جنوبی    |                                            | 331,834            |
| سودان جنوبی، اتیوپی   | بوما - گامبلا                              | 106941             |

### شاخه آسیا/شمال آفریقا

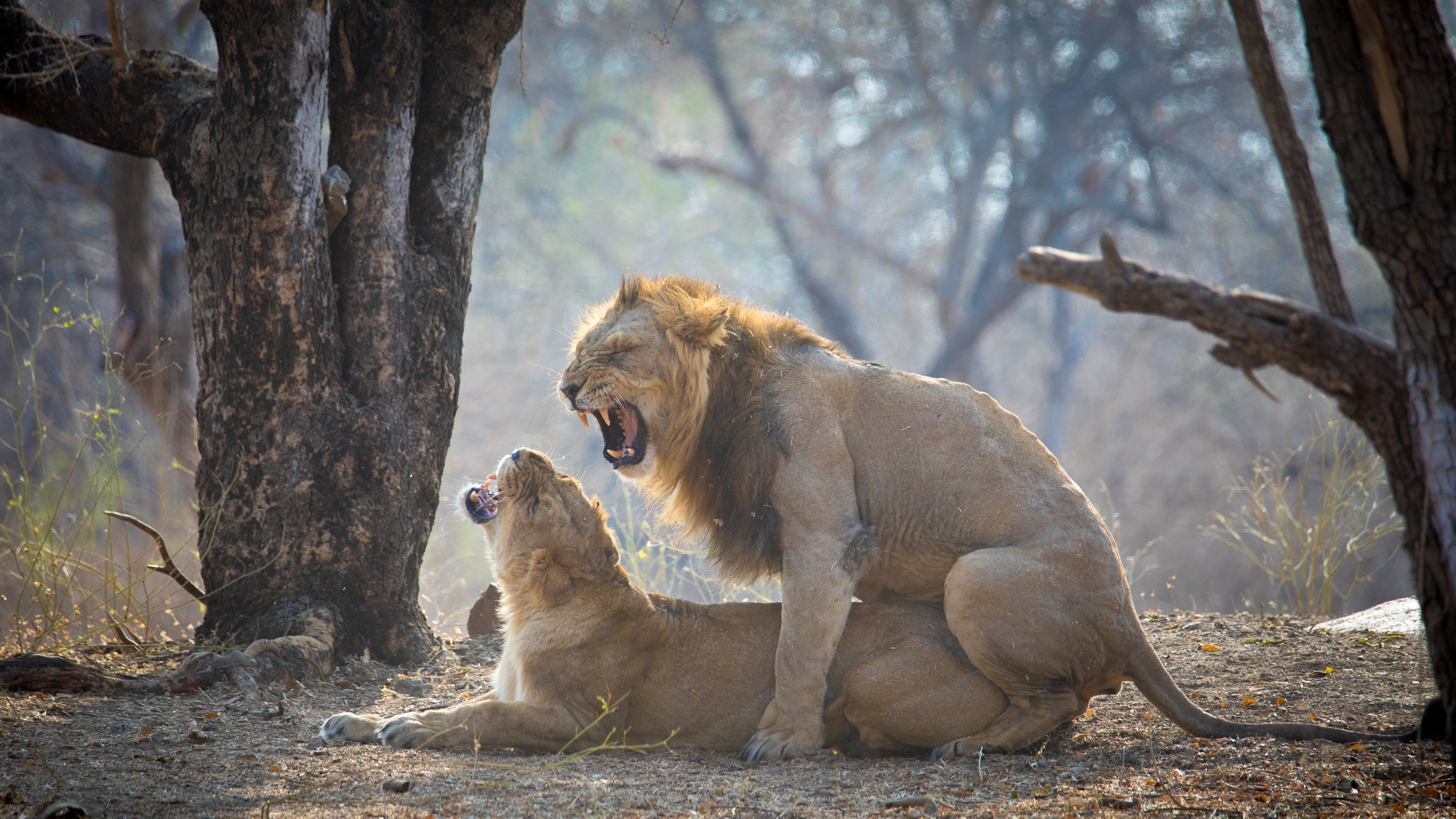
جفت‌گیری شیرهای آسیایی در جنگل گیر

شیر آسیایی آخرین جمعیت بازمانده از این کلاد است. زمانی در خاورمیانه نیز یافت می‌شد، امروزه در طبیعت وحشی به گجرات در هند محدود می‌شود. از نظر ژنتیکی، شیرهای منقرض‌شده از شمال آفریقا، که به‌طور رسمی به عنوان شیر بربری نامیده می‌شوند، در همان دسته شیر آسیایی قرار می‌گیرند. بنابراین، گستره این کلاد شیر از لحاظ تاریخی شمال آفریقا، جنوب شرق اروپا، شبه جزیره عربستان، خاورمیانه و شبه قاره هند را دربر می‌گرفت. در این مناطق، شیرها در:
- ساحل، رشته‌کوه‌های صحرا، ساحل بربری و مغرب،[۱۰][۱۱]
- حوزه مدیترانه شرقی و منطقه دریای سیاه،
- باتلاق‌های نیزاری بین‌النهرین، پوشش گیاهی استپی درختی و جنگل‌های پسته و بادام ایران،[۱۲]
- بخش شمال غربی شبه‌قاره هند تا راجستان و بنگال در شمال هند.[۱۳]